# Idrætsefterskolen Lægården
Idrætsefterskolen Lægården er en efterskole med fokus på idræt beliggende i Holstebro i Vestjylland. Skolen blev oprettet af Metodistkirken og dens ungdomsforbund i 1969. Metodistkirken er en frikirke, der samarbejder med Folkekirken og det øvrige kirkesamfund i Danmark.
Idrætsefterskolen Lægården huser 164 elever hvert år fordelt på 9. og 10. klassetrin.
I 2005 ændrede Idrætsefterskolen Lægården profil og gik fra at være en almindelig ungdomsskole til en idrætsefterskole. I dag har efterskolen seks idrætslinjer: Fodbold, håndbold, roning, outdoor sport, fitness og talent.
Efterskolen samarbejder med flere lokale sportsklubber, blandt andet Team Tvis Holstebro, Holstebro Boldklub, Mejrup Boldklub og Holstebro Roklub.